# Dysaphis taisetsusana
Dysaphis taisetsusana är en insektsart. Dysaphis taisetsusana ingår i släktet Dysaphis och familjen långrörsbladlöss. Inga underarter finns listade i Catalogue of Life.